# 卧槽马
卧槽马，象棋术语。指进到底象前一格位置的马。是常见的一种杀着。在初期卧槽马亦可以针对对方未移动的车走出卧槽抽车的杀着。